# هيلتون بارك لين
هيلتون بارك لين فندق يقع عند الـ بارك لين في حي مي فير بلندن.
يطل الفندق على الهايد بارك. يوجد فيه 453 غرفة وجناح موزعة على 13 مستوى.

## معرض صور

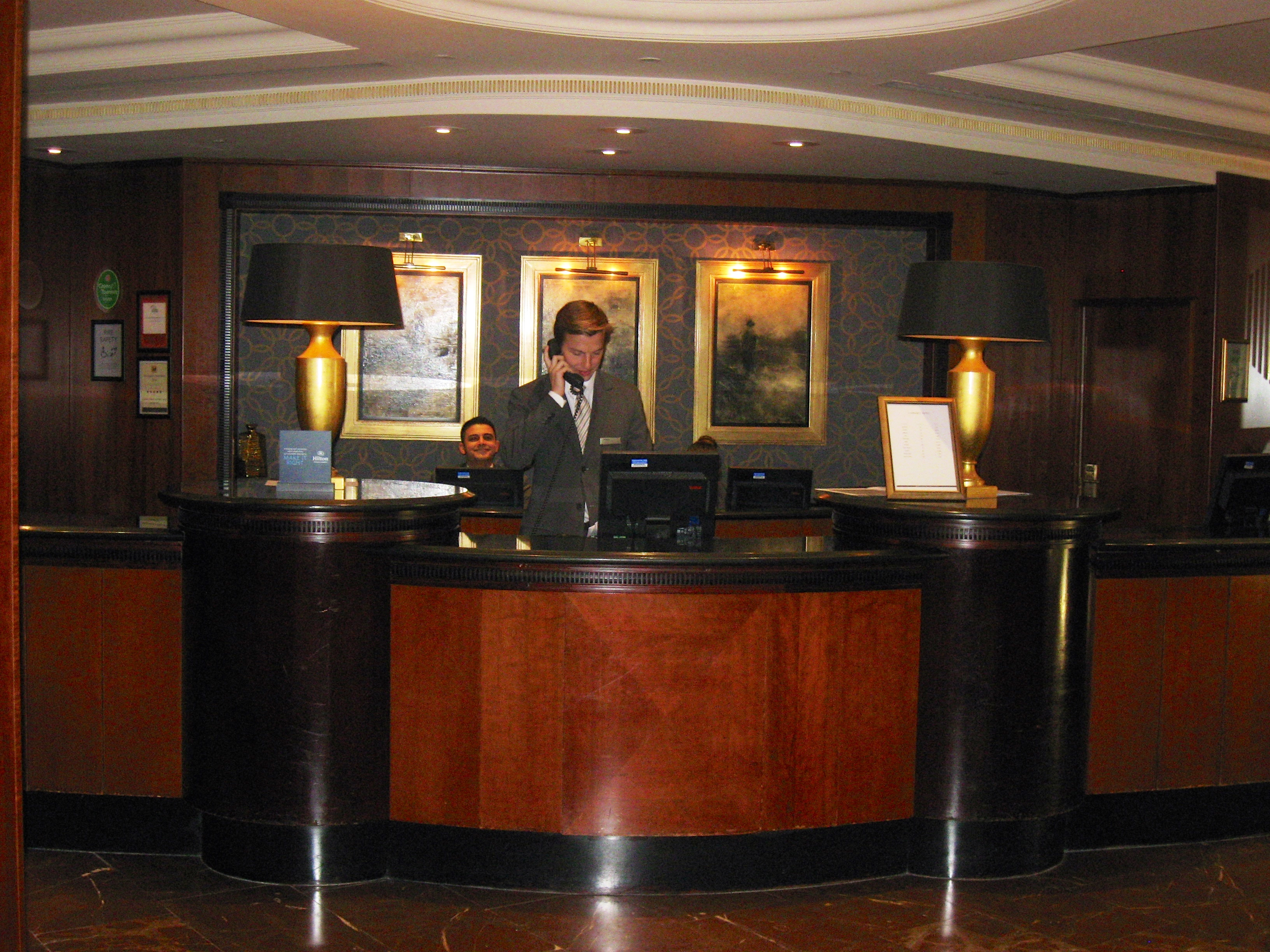
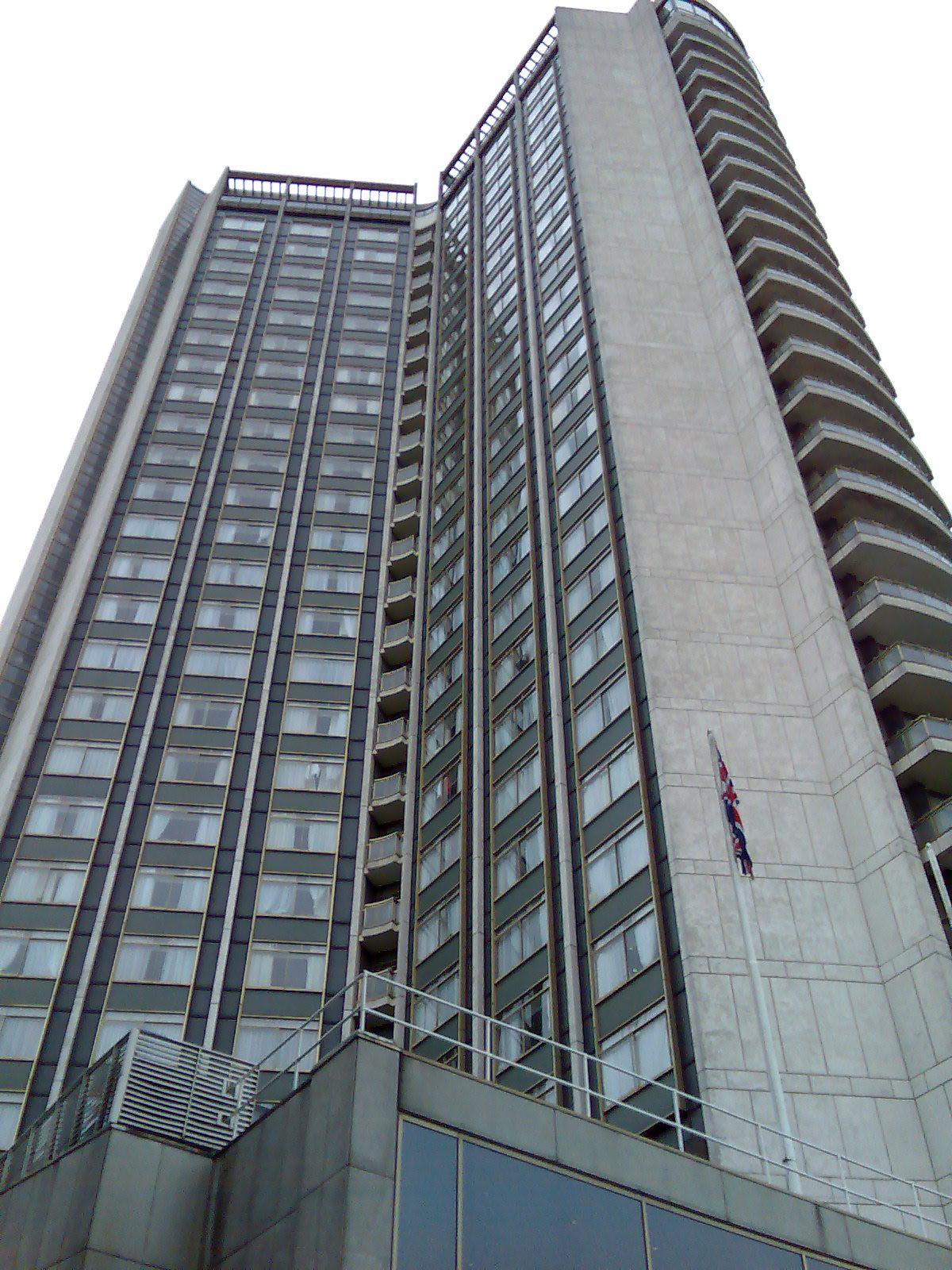
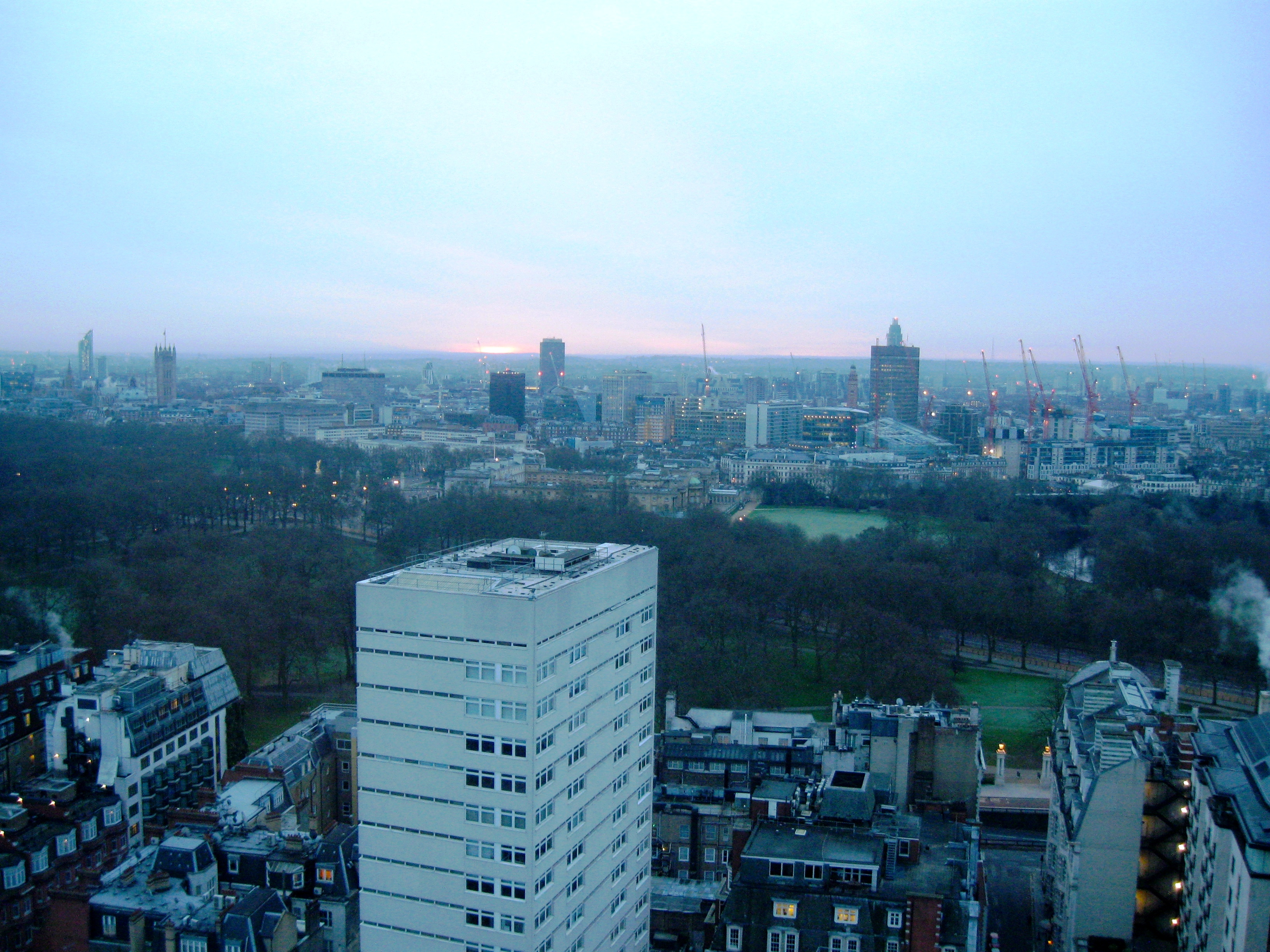
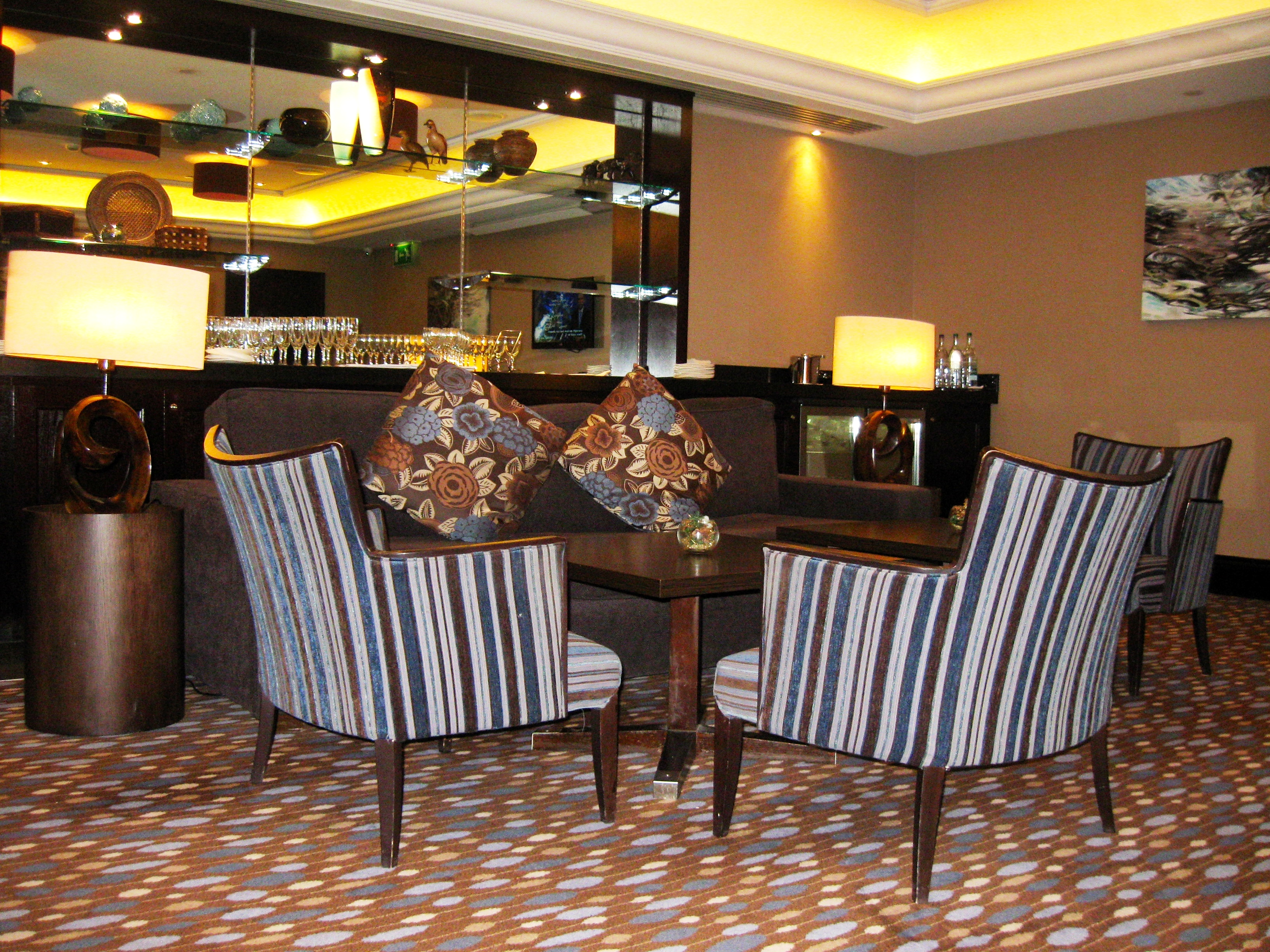